# Bishalama
Bishalama (tiếng Ả Rập: بشلاما) là một ngôi làng Syria ở huyện Qardaha thuộc tỉnh Latakia. Theo Cục Thống kê Trung ương Syria (CBS), Bishalama có dân số 1.019 trong cuộc điều tra dân số năm 2004.